# کاسییاس
کاسییاس دهستانی در استان آبیلای اسپانیا است.
در این دهستان ۷۹۱ نفر زندگی می‌کنند. مساحت این دهستان ۱۱٫۹۲ کیلومتر مربع است.